# 报春花目
报春花目是1981年的克朗奎斯特分类法列出的一个目，下属3科，1998年根据基因亲缘关系分类的APG 分类法认为应该取消这个目，其属下的3科直接合并到杜鹃花目之下， 2003年经过修订的APG II 分类法维持原分类。